# Niphadoses chionotus
Niphadoses chionotus là một loài bướm đêm trong họ Crambidae.